# 赤い靴 (2021年のテレビドラマ)
『赤い靴』（原題：朝鮮語: 빨강 구두）は2021年韓国・KBSのテレビドラマ。100話。

## 概要
成功のために夫と子を捨てた母と母に復讐を抱く娘の葛藤を描くテレビドラマ。2021年7月5日から「KBS連続ドラマ」として放送され、主演はチェ・ミョンギル。

## キャスト
ミン・ヒギョン：チェ・ミョンギル
主人公。若い頃よりデザイナーになる夢を抱いていたが貧しい出自のため靴職人の妻、2児の母として甘んじ、夫から暴力を受ける日々を過ごしていた。ある日、初恋の男性と再会し家族を捨てる決心をする。
キム・ジナ/ジェンマ：ソ・イヒョン
ヒギョンの娘。幼少時、ヒギョンに捨てられ、父を亡くし孤児となり近所の友人の家族に育てられる。やがて母に対する復讐の念を燃やす。
ユン・ギソク：パク・ユンジェ
朝鮮料理店代表。
ユン・ヒョンソク：シン・ジョンユン
ギソクの弟。
クォン・ヘビン：チョン・ユミン
ヒギョンの娘、ジェンマの同母妹。
クォン・ヒョクサン：ソヌ・ジェドク
靴業界の伝説的実業家。ヒギョンの初恋の男性で現在の夫。
チェ・スクジャ：パン・ヒョジョン
地下貸金業界の大物でギソク、ヒョンソクの祖母。

## スタッフ
- 演出：パク・ギヒョン
- 脚本：ファン・スニョン
- 制作: KBS、 OH STORY

## 日本での放送
日本での放送は、2021年10月14日からCSチャンネルのKBS WORLDで放送開始。
- KBS WORLD：2021年10月14日 - 2022年3月31日（毎週水・木 22時00分-23時20分）※2話連続放送
- BSフジ：2022年6月7日 - 9月16日（毎週月 - 金 10時00分-11時00分）※全74話